# Новоберёзовка (Северо-Казахстанская область)
Новоберёзовка (каз. Новоберезовка) — село в Тайыншинском районе Северо-Казахстанской области Казахстана. Входит в состав Чкаловского сельского округа. Код КАТО — 596073600.

## Население
В 1999 году численность населения села составляла 308 человек (159 мужчин и 149 женщин). По данным переписи 2009 года, в селе проживало 190 человек (97 мужчин и 93 женщины).

## История
Село основано в 1936 году для спецпоселенцев из лиц немецкой и польской национальностей, высланных с Волыни.